# Auenhausen
Auenhausen ist ein Ortsteil der Stadt Brakel im Kreis Höxter, Regierungsbezirk Detmold in Nordrhein-Westfalen. In Auenhausen, das ca. 3,79  km² Fläche aufweist, lebten Ende 2020 115 Einwohner.
Auenhausen gehört zum Stadtbezirk „Auenhausen-Frohnhausen-Hampenhausen“.

## Geographie
Auenhausen liegt auf einem Höhenzug zwischen dem Eggegebirge und der Weser, über 300 m N.N.
Von Auenhausen hat man einen Ausblick im Norden bis zum Köterberg und im Süden bis zum Desenberg. Der Ort besitzt eine Feldflur von 350 ha.

## Geschichte
Auenhausen wurde 1147 erstmals urkundlich erwähnt. Das Kloster Gehrden hatte im 12. und 13. Jahrhundert Besitz in Auenhausen und den anderen Heggedörfern. Der Ort gehörte bis zu den Napoleonischen Kriegen zur Richterei Borgholz im Hochstift Paderborn. 1803 wurde Auenhausen nach der Auflösung des Hochstifts Paderborn erstmals für einige Jahre preußisch. Von 1807 bis 1813 gehörte der Ort zum Kanton Gehrden im Departement der Fulda des Königreichs Westphalen. Auenhausen fiel 1813 wieder an Preußen und kam 1816 zum neuen Kreis Warburg in der Provinz Westfalen. Im Kreis Warburg gehörte Auenhausen zunächst zum Kanton bzw. Amt Gehrden und nach dessen Vereinigung mit dem Amt Dringenberg in den 1850er Jahren zum Amt Dringenberg-Gehrden.
Kaiser Wilhelm  II. kampierte während eines Manövers 1907 auf der Auenhausener Gemarkung. Ein Gedenkstein erinnert an seinen Aufenthalt.
Am 1. Januar 1975 wurde Auenhausen durch das Sauerland/Paderborn-Gesetz in die Stadt Brakel im Kreis Höxter eingemeindet.

## Militär
In Auenhausen ist ein Phased-Array Radarsystem vom Typ GM 406F zur Luftverteidigung installiert. Der Abgesetzte Technische Zug 242 (AbgTZg 242) der Luftwaffe betreibt die Radaranlage und untersteht dem Einsatzführungsbereich 2. Während des Kalten Krieges waren zwei Radome und ein Führungsbunker in Betrieb. Die eigentliche Kaserne befand sich in Borgentreich.